# Don Branson
Donald „Don“ Branson (* 6. Juni 1920 in Rantoul; † 12. November 1966 in Ascot) war ein US-amerikanischer Autorennfahrer.

## Karriere
Don Branson startete in seiner Karriere zweimal bei den 500 Meilen von Indianapolis, die von 1950 bis 1960 als Weltmeisterschaftslauf der Formel 1 gewertet wurden. 1959 schied er bei seinem ersten Antreten auf einem Phillips-Offenhauser in der 112. Runde mit einem Defekt am Drehstabstabilisator aus. Im Jahr darauf war er erneut mit einem Phillips Offenhauser am Start. Vom achten Startplatz aus ins Rennen gehend, erreichte er mit dem vierten Platz seine einzige Platzierung in den Punkterängen der Formel 1 und drei Punkte für die Weltmeisterschaft der Fahrer. Er starb bei einem Rennunfall im November 1966.